# Saint-Grégoire-du-Vièvre
Saint-Grégoire-du-Vièvre é uma comuna francesa na região administrativa da Normandia, no departamento de Eure. Estende-se por uma área de 8,92 km². Em 2010 a comuna tinha 319 habitantes (densidade: 35,8 hab./km²).